# شركة مساهمة مفتوحة
شركة مساهمة مفتوحة (بالروسية: Публичное акционерное общество) اختصاراً (بالروسية: ПАО) هي أحد أنواع الشركات في دول الاتحاد السوفيتي السابق. وخاصة روسيا وأوكرانيا. والسمة المميزة لها هي حق حملة الأسهم التداول في الأسهم دون الحصول على إذن من حملة الأسهم الآخرين. كما تخضع لقانون الاتحاد الروسي  الذي ينص على وجوب الكشف عن المعلومات في شكل أوسع مقارنة بالشركة المساهمة غير المفتوحة. ويهدف هذا النص إلى زيادة الدعاية والشفافية في عملية الاستثمار. تم تعديل القانون في نهاية 2014 ليشمل الشركات المساهمة المفتوحة والمغلقة.

## أمثلة في روسيا
- غازبروم.
- مصنع أورال للمركبات.
- مجموعة ألماز أنتي.